# Procès de Moscou des socialistes-révolutionnaires de 1922
Le procès de Moscou des socialistes-révolutionnaires est un procès politique qui s'est déroulé en Russie, du 8 juin au 7 juillet 1922 devant la Cour suprême du Comité exécutif central pan-russe (ru) de la RSFSR. Le pouvoir soviétique l'utilise pour mettre « publiquement à nu » les « activités contre-révolutionnaires » des dirigeants socialistes-révolutionnaires de droite, dont Avram Gots et Ievgueni Timofeïev.
Malgré le soutien apporté aux accusés par des dirigeants de la Deuxième Internationale, la cour prononce des condamnations à mort pour douze de ces dirigeants, dont huit membres du comité central du parti. Ces peines sont par la suite commuées en emprisonnement suivi d'exil.
Ce procès a été à de nombreux égards précurseur des procès intervenus pendant les grandes purges de Staline.

## Contexte
Les socialistes-révolutionnaires se sont, avant et pendant la révolution de 1917, opposés aux bolcheviks. À la suite de la dissolution de l'Assemblée constituante, démocratiquement élue en novembre 1917, par le nouveau pouvoir soviétique, le parti socialiste-révolutionnaire se scinde en une fraction de droite et une fraction de gauche.

## Accusés et accusation
Les dirigeants socialistes-révolutionnaires de droite qui passent en jugement sont accusés d'avoir organisé des actes terroristes contre les leaders bolcheviques en 1918, notamment le meurtre de Moïsseï Ouritski et de V. Volodarski et l'attentat de Fanny Kaplan contre Lenine. Huit des accusés sont membres du comité central du parti-socialiste révolutionnaire.
Les douze principaux accusés sont  :
- Avram Gots
- Ievgueni Timofeïev
- Mikhaïl Gendelman
- Dmitri Donskoï
- Ievguenia Ratner
- Lev Guerstein
- Nikolaï Ivanov
- Mikhaïl Likhatch
- Sergueï Morozov
- Arkadi Altovski
- Ielena Ivanova
- Vladimir Agapov

## Réactions internationales
À l'étranger, dans le courant socialiste, l'image de la Russie soviétique est celle d'une dictature qui fait de la violence « un usage sanglant », « excédant les nécessités révolutionnaires ».  Elle est alimentée par la répression de la révolte de Kronstadt, opposée à celle de la révolte spartakiste de Berlin en 1919.
L'information sur la tenue prochaine à Moscou du procès des dirigeants socialistes révolutionnaires parvient en mars 1922 à l'Ouest. Elle donne lieu immédiatement au lancement d'une campagne internationale pour écarter des condamnations à mort, et la question fait partie des points discutés lorsqu'un rapprochement entre la IIe et la IIIe Internationale. Un accord est trouvé, excluant la peine de mort et reconnaissant le droit des accusés à choisir leurs avocats. Trois avocats occidentaux sont délégués par les partis socialistes, et assistent la défense : Emile Vandervelde, du parti socialiste belge, Kurt Rosenfeld et Theodor Liebknecht, du parti social-démocrate indépendant d'Allemagne.
Par la suite, le déroulement du procès et le jugement sont condamnés par de nombreux socialistes à l'étranger, dont Eugene Victor Debs et Karl Kautsky, qui préface le livre The Twelve who are to die : the trial of the socialists-revolutionists in Moscow. Léon Blum écrit le 28 juin 1922 que le verdict « réglera, pour longtemps, la question du front unique ».

## Déroulement du procès
D'autres socialistes-révolutionnaires ont fourni des éléments à l'accusation. Des bolcheviks ont joué un rôle déterminant dans le cours du procès, dont Nikolaï Krylenko, le procureur de l’État et Nikolaï Boukharine, qui faisait partie de la défense. Boukharine, malgré cette fonction, participe à des manifestations organisées par les autorités de Moscou tout au long du procès, au cours desquelles les manifestants demandent la mort pour les douze accusés.
Dès le début du procès, Georgy Piatakov, déclare que « la cour n'a pas l'intention de traiter l'affaire d'un point de vue détaché et objectif, mais sera uniquement guidée par les intérêts du gouvernement soviétique ».
Les preuves apportées par l'accusation reposent sur les déclarations d'anciens socialistes révolutionnaires, comme Grigori Ivanovitch Semionov, qui a rejoint les Bolcheviks en 1919, et est devenu un agent provocateur.

## Condamnations et suites
Douze dirigeants du parti socialiste-révolutionnaire, dont huit membres de son comité central, sont condamnés à mort sous condition par la Cour : la sentence devait être exécutée immédiatement si le parti socialiste-révolutionnaire utilisait des moyens de lutte armée contre les autorités soviétiques. Trotsky au moins était d'avis, que si les peines étaient exécutées, cela provoquerait des actes terroristes contre le gouvernement bolchevique. Dix autres accusés sont condamnés à différentes peines de prison. Les accusés ayant fourni des éléments en appui de l'accusation sont acquittés. Un autre membre du comité central du parti socialiste-révolutionnaire, Vladimir Rikhter (ru) est arrêté en septembre 1922 et condamné à être fusillé, peine commuée en 10 ans d'emprisonnement.
Le 14 janvier 1924, les condamnations à mort sont commuées en une peine de 5 ans d'emprisonnement suivis de 3 ans d'exil dans des régions éloignées du pays.
Tous les défenseurs et parties au procès seront ultérieurement victimes des Grandes Purges.